# Solidargemeinschaft Lehrer und Erzieher Südbaden
Die Solidargemeinschaft Lehrer und Erzieher Südbaden e. V. (SOLE) war ein  gemeinnütziger Verein.

## Geschichte
Zu Beginn der 1980er Jahre fanden ausgebildete Lehrer nach ihrem Referendariat auch mit guten Examensnoten in Deutschland zunehmend schlechter eine Anstellung im Staatsdienst. Aufgrund dieser Lehrerarbeitslosigkeit wurde am 8. Dezember 1982 in Freiburg i.Br. von Hochschullehrern die SOLE gegründet, nicht als Selbsthilfegruppe, sondern als Ausdruck der Solidarität von fest angestellten Lehrern und Dozenten mit ihren arbeitslosen Kollegen. Mitbegründer Willy Potthoff formulierte es so: „Natürlich soll der Staat nicht aus seiner Verantwortung entlassen werden. (...) Es enthebt uns aber nicht der Verpflichtung, denen unsere Hilfe zu geben, die täglich Not spüren.“
Ein Großteil der 851 Mitglieder (1986) über 900 Förderer des Vereins waren beamtete Lehrer aller Schularten und in der Lehrerausbildung tätige Dozenten wie auch Mitarbeiter von Schulämtern. Ebenso traten Bezirksgruppen verschiedener Lehrerverbände dem Verein bei. Der Raum für die Geschäftsstelle des Vereins und für den Aufbau einer Reformpädagogischen Arbeitsstelle wurde von der Pädagogischen Hochschule Freiburg zur Verfügung gestellt.
Von 1982 bis 1993 war Willy Potthoff, Professor an der PH Freiburg, ehrenamtlicher Vorsitzender des Vereins sowie Spiritus Rector der meisten SOLE-Projekte.
Ende 1993 hat sich der Verein aufgrund der verbesserten Chancen für die Einstellung in den Schuldienst des Landes Baden-Württemberg selbst aufgelöst.

## Ziele
Zweck des Vereins war es, arbeitslosen Lehrern und Erziehern über mehrere Jahre hinweg bis zu ihrer Übernahme in den Schuldienst (oder bis zu einer anderen Festanstellung) Beschäftigungsmöglichkeiten in pädagogischen Arbeitsfeldern zu bieten. Bei folgenden von der SOLE initiierten und durchgeführten Projekten wurden Arbeitslose eingestellt und nach Tariflohn (BAT) bezahlt:
- Akademie für Reformpädagogik
- Aufbau des Seniorenstudiums an der PH Freiburg
- Hauptschul- und Realschulabschlusskurse
- Legasthenikerförderung
- Projekt „Begegnungen“ für Jugendliche
- Reformpädagogische Arbeitsstellen (an 7 Orten in Südbaden)
- Schülerhilfe mit Hausaufgabenbetreuung
- Spielplatzprojekt (Freiburg-Günterstal)
- Technikwerkstatt (Freiburg-Herdern)
- Töpferkurse an Schulen und andere Freizeitprojekte.

Diese Arbeitsplätze wurden finanziert durch ABM-Mittel der Arbeitsämter (Vorgänger der heutigen Agenturen für Arbeit), die monatlichen Beiträge der Vereinsmitglieder, teilweise auch durch Kursgebühren und durch projektbezogene Zuschüsse mehrerer Städte und Gemeinden.

## Ergebnisse
Insgesamt fanden in den Projekten der SOLE Südbaden 112 Personen einen Arbeitsplatz (jeweils halbtags) und wurden 756 arbeitslose Lehrer mit kleineren Lehrdeputaten angestellt.
Neben dem finanziellen Aspekt ist für diese Personengruppe das Sammeln von Berufserfahrung in pädagogischen Arbeitsbereichen positiv hervorzuheben.
Ebenso hilfreich waren die Aktivitäten der SOLE für die Teilnehmer an den Kursen (z. B. benachteiligte Kinder und Jugendliche oder Senioren) sowie für die Verbreitung reformpädagogischer Unterrichtsformen (z. B. Freiarbeit) an öffentlichen Schulen.
Weiterhin schuf die SOLE für die bereits im Staatsdienst befindlichen Lehrer ein Modell zur Reduzierung der Deputate auf freiwilliger Basis, wodurch sich an den Schulen neue Stellen für arbeitslose Lehrer ergaben.
Nach dem Vorbild der Solidargemeinschaft entstanden die organisatorisch unabhängigen Vereine SOLE Nordbaden (Karlsruhe), SOLE Nordwürttemberg (Nussdorf bei Vaihingen/Enz, später in Ludwigsburg), SOLE Südwürttemberg (Weingarten) und SALE (Linz in Oberösterreich).